# Hrenovice
Hrenovice je naselje u slovenskoj Općini Postojni. Hrenovice se nalazi u pokrajini Notranjskoj i statističkoj regiji Notranjsko-kraškoj. 

## Stanovništvo
Prema popisu stanovništva iz 2002. godine naselje je imalo 185 stanovnika.